# クリス・ウッド
クリストファー・グラント・"クリス"・ウッド（Christopher Grant "Chris"  Wood, 1991年12月7日 - ）は、ニュージーランド・オークランド出身のサッカー選手。プレミアリーグ・ノッティンガム・フォレストFC所属。ニュージーランド代表。ポジションはフォワード。
17歳でニュージーランドA代表入りを果たしており、現在は同国における歴代最多得点記録の保持者である。

## 経歴

### ウェスト・ブロムウィッチ
ウェスト・ブロムウィッチ・アルビオンFCのユースアカデミー出身。2008-09シーズンの終わり頃にウェスト・ブロムウィッチと延長オプション付きの2年契約を交わす。2010年9月にバーンズリーFCへ3ヶ月の短期レンタルに出され、その後2010年11月にブライトン・アンド・ホーヴ・アルビオンFCへレンタル移籍した。

### レスター
2012年12月27日にレンタル先のミルウォールFCから呼び戻され、レスター・シティFCがウッドと個人合意したことを発表した。翌年1月に移籍市場が開くと同時に期限付き移籍。元日のハダースフィールド・タウンFC戦で2ゴールを記録し、上々の滑り出しを見せた。
2013-14シーズンはレスターに完全移籍するが、ジェイミー・ヴァーディの控えに留まり8得点を記録。同シーズンでレスターはプレミアリーグに昇格した。
2014-15シーズンは8月16日のエヴァートンFC戦でプレミアリーグ初出場を記録するも、ヴァーディの控えから抜け出せず、翌年2月27日にイプスウィッチ・タウンFCに期限付き移籍した。シーズン終了後は降格を免れたクラブに呼び戻された。

### リーズ
2015年7月1日、チャンピオンシップのリーズ・ユナイテッドFCと4年契約を交わした。8月19日に移籍後初ゴールを記録すると得点を量産。同シーズンは13得点を挙げた。
2016-17シーズンは12月中旬にハムストリングの負傷で離脱することもあったが、昨シーズンを上回るリーグ戦27得点を記録し、2部の得点王に輝いた。また、2部のベストイレブンにも選出され、シーズン終了後にはリーズの年間最優秀選手賞を受賞した。

### バーンリー
2017年8月21日、バーンリーFCに移籍し久々のプレミアリーグでのシーズンを過ごした。移籍金は公表されていないものの、1500万ポンドとされている。27日のデビュー戦となるトッテナム・ホットスパーFC戦で初得点を記録。9月19日にはEFLカップ3回戦で古巣のリーズと戦い、89分にPKで恩返し弾を決めた。

### ニューカッスル
2022年1月13日、ニューカッスル・ユナイテッドFCに移籍した。契約期間は2024年6月30日までの2年半となり、背番号は「20」に決定した。移籍金は非公表も、2500万ポンド（約39億円）程度とみられている。

### ノッティンガム・フォレスト
2023年1月20日、ノッティンガム・フォレストにレンタル移籍した。同年6月14日、完全移籍に移行することが発表された。
2023-24シーズンはリーグ戦31試合に出場し、14ゴールを記録した。
2024-25シーズン、2024年10月のプレミアリーグ月間最優秀選手に選ばれた。最終的には、リーグ戦36試合出場20ゴールの記録を残し、得点ランキング4位に輝いた。

## 代表経歴
2007年、15歳の時にU-17ニュージーランド代表でFIFA U-17ワールドカップに出場。2009年6月、FIFAコンフェデレーションズカップ2009を前にしたタンザニアとの親善試合で17歳の若さでA代表デビューを飾る。FIFAコンフェデレーションズカップ2009ではグループリーグの南アフリカ戦で交代出場をし、コンフェデレーションズカップの最年少出場選手となった。
FIFAワールドカップ・南アフリカ大会ではグループリーグの全3試合に途中出場するも得点することはできず、ニュージーランドもグループリーグで敗退した。しかし、3引き分けで出場国中唯一の無敗と前評判を大きく上回る結果を残した。2010年10月9日のホンジュラス戦で代表初得点を記録。2014年3月5日の日本戦では、0-4と大きくリードされている状況から、前半と後半に1得点ずつを記録した。3年後の日本戦でも後半に同点に追いつくヘディングシュートを決めた。
新型コロナウイルスの影響により、2021年に1年延期された東京オリンピックにオーバーエージ（OA）として選出された。グループリーグ初戦の韓国戦では決勝点をマークした。チームは2位でグループリーグを突破し、史上初のベスト8進出に貢献した。準々決勝では日本と対戦し、0-0からのPK戦の末に敗れはしたものの、120分間無失点継続、史上初のベスト8入りという前評判を大きく上回る結果を残した。
2022 FIFAワールドカップ・大陸間プレーオフでは2010年大会以来12年ぶりのワールドカップ出場をかけてコスタリカと対戦。1点ビハインドで迎えた39分に相手のクリアミスを突き、ネットを揺らしたが、ゴール直前に相手に対するファウルがあったとしてノーゴールとなった。ニュージーランドは0-1で敗れて12年ぶりのワールドカップ出場に届かなかった。

## 所属クラブ
- ウェスト・ブロムウィッチ・アルビオンFC 2009-2013

→  バーンズリーFC 2010.9-2010.11 (loan)
→  ブライトン・アンド・ホーヴ・アルビオンFC 2010.11-2011 (loan)
→  バーミンガム・シティFC 2011-2012 (loan)
→  ブリストル・シティFC 2012 (loan)
→  ミルウォールFC 2012 (loan)
→  レスター・シティFC 2013 (loan)
- レスター・シティFC 2013-2015

→  イプスウィッチ・タウンFC 2015 (loan)
- リーズ・ユナイテッドFC 2015-2017
- バーンリーFC 2017-2022
- ニューカッスル・ユナイテッドFC 2022-2023

→  ノッティンガム・フォレストFC 2023 (loan)
- ノッティンガム・フォレストFC 2023-

## 代表歴

### 出場大会
- ニュージーランド代表
  - 2010 FIFAワールドカップ

### 試合数
- 国際Aマッチ 74試合 34得点（2009年-）[4]

| ニュージーランド代表 | 国際Aマッチ | 国際Aマッチ |
| 年                   | 出場        | 得点        |
| -------------------- | ----------- | ----------- |
| 2009                 | 5           | 0           |
| 2010                 | 9           | 1           |
| 2011                 | 3           | 0           |
| 2012                 | 12          | 9           |
| 2013                 | 4           | 0           |
| 2014                 | 4           | 3           |
| 2015                 | 2           | 1           |
| 2016                 | 7           | 4           |
| 2017                 | 10          | 6           |
| 2018                 | 0           | 0           |
| 2019                 | 1           | 0           |
| 2020                 | 0           | 0           |
| 2021                 | 3           | 3           |
| 2022                 | 10          | 6           |
| 2023                 | 4           | 1           |
| 2024                 |             |             |
| 通算                 | 74          | 34          |

## タイトル

### クラブ
ブライトン・アンド・ホーヴ・アルビオンFC
- フットボールリーグ1 (1) : 2010-11

レスター・シティFC
- フットボールリーグ・チャンピオンシップ (1) : 2013-2014

### 個人
- フットボールリーグ・チャンピオンシップ得点王 (1) : 2016-2017

### 出場大会
- ニュージーランド代表（2009年- ）
  - 2009年 - FIFAコンフェデレーションズカップ2009（グループリーグ敗退）
  - 2010年 - 2010 FIFAワールドカップ（グループリーグ敗退）
  - 2017年 - FIFAコンフェデレーションズカップ2017（グループリーグ敗退）
  - 2021年 - 東京オリンピック（OA）（ベスト8）